# Snillfjord
Snillfjord est une ancienne commune norvégienne située dans le comté de Trøndelag. Elle avait pour centre administratif la localité de Krokstadøra. Ella a disparu le 1er janvier 2020 pour être intégrée en grande partie dans la commune d'Orkland et dans celles d'Heim et d'Hitra.
Son territoire de 508,19 km2 correspond pour l'essentiel au nord-ouest de l'actuelle commune d'Orkland.